# Dušče
Dušče är ett samhälle i Bosnien och Hercegovina.   Det ligger i entiteten Republika Srpska, i den östra delen av landet, 80 km öster om huvudstaden Sarajevo. Dušče ligger 301 meter över havet och antalet invånare är 356.
Terrängen runt Dušče är kuperad åt sydost, men åt nordväst är den bergig. Dušče ligger nere i en dal. Närmaste större samhälle är Višegrad, 1,4 km norr om Dušče. 
I omgivningarna runt Dušče växer i huvudsak blandskog. Runt Dušče är det ganska tätbefolkat, med 67 invånare per kvadratkilometer.